# Calayan
Calayan è una municipalità di quarta classe delle Filippine, situata nella Provincia di Cagayan, nella Regione della Valle di Cagayan.
Calayan è formata da 12 baranggay:
- Babuyan Claro
- Balatubat
- Cabudadan
- Centro II
- Dadao
- Dalupiri
- Dibay
- Dilam
- Magsidel
- Minabel
- Naguilian
- Poblacion